# H1FNT
H1FNT‏ (None) هوَ بروتين يُشَفر بواسطة جين H1FNT في الإنسان.